# عملیات قالی جادویی

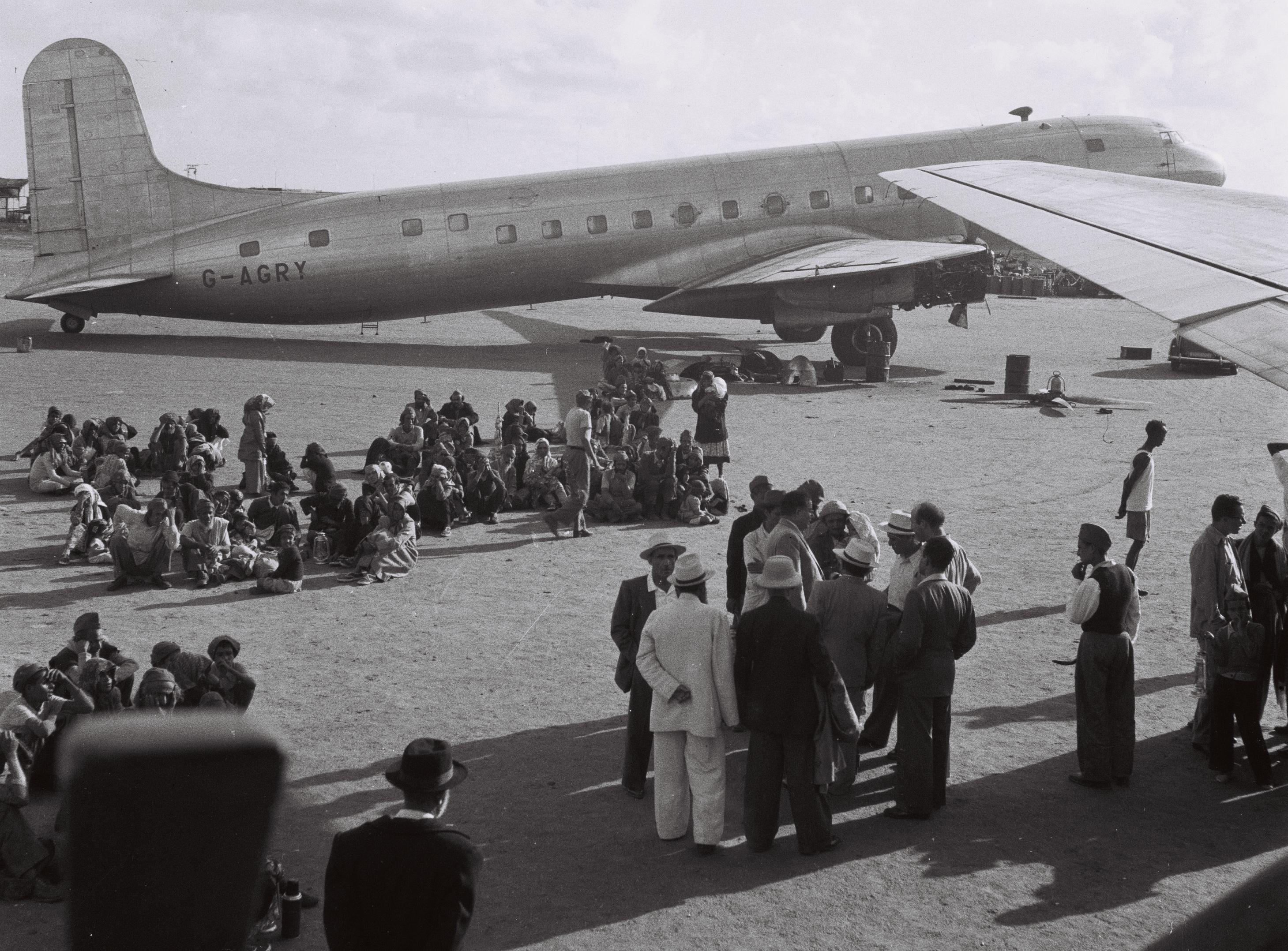

عملیات قالی جادویی (عملیات فرش جادویی) که نام اصلی اش عملیات بال های عقاب میباشد عملیاتی است که طی آن میان ژوئن ۱۹۴۹ تا سپتامبر ۱۹۵۰ (نزدیک به یکسال و نیم) ۴۹۰۰۰ یهودی یمنی به اسراییل به‌صورت هوایی منتقل شدند. این شمار، که برابر با اکثریت یهودیان آن حوزه بوده، دربردارندهٔ حدود ۴۷۰۰۰ یمنی، ۱۵۰۰ عدنی، ۲۰۰۰ عربستانی و ۵۰۰ اریتره ای و جیبوتی بوده است.
هواپیماهای آمریکایی و انگلیسی طی عملیاتی پنهان که تا چندین ماه پس از پایان آن مخفی ماند، نزدیک به ۳۸۰ پرواز از عدن انجام دادند. در دوره ای، این عملیات «مسیحا می آید» نامیده میشد.
قالی جادویی نخستین عملیات از «سری عملیات نجات» بود. اسرائیل این عملیات را نجات موفقیت‌آمیز جامعه یمن از دوره فشار و وحشت به دوره آزادی تفسیر می‌کند که تحت لوای آن ۴۹۰۰۰ یمنی به اسراییل متتقل شدند.
خیابان هایی در شهرهای اورشلیم، هرتزلیا، رمت گن، کرم هاتیمانیم و تل‌آویو برای بزرگداشت این عملیات، نامور به «بال های عقاب» هستند.
در پی طرح سازمان ملل برای تقسیم فلسطین، شورشگران مسلمان به جامعه یهودی عدن یورش بردند و ۸۲ یهودی را کشتند و شماری از خانه ها را ویران کردند. در اوایل سال ۱۹۴۸ اتهام قتل ۲ دختر یمنی مسلمان، باعث چپاول دارایی یهودیان شد.

## بن‌مایه
- همکاری‌کنندگان ویکی‌پدیا، «Operation Magic carpet»، ویکی‌پدیای انگلیسی، دانشنامهٔ آزاد (بازیابی ۱۲ بهمن ۱۳۹۷).